# Святогірська міська рада
Святогірська міська́ ра́да — орган місцевого самоврядування Святогірської міської громади Краматорського району Донецької області. Адміністративний центр — місто Святогірськ.

## Загальні відомості
- Територія ради: 8,4 км²
- Населення ради: 4630 осіб (станом на 1 січня 2014 року)

## Склад ради
Рада складається з 26 депутатів та голови.
- Голова ради: Дзюба Олександр Іванович

### Депутати
За результатами місцевих виборів 2010 року депутатами ради стали:

#### За суб'єктами висування
| Суб'єкт висування                 | Кількість обраних депутатів | %    |
| --------------------------------- | --------------------------- | ---- |
| Партія регіонів                   | 23                          | 88,5 |
| Єдиний Центр                      | 1                           | 3,8  |
| Комуністична партія України       | 1                           | 3,8  |
| Політична партія «Сильна Україна» | 1                           | 3,8  |

#### За округами
| № округу                          | Прізвище, ім'я, по батькові      | Дата визнання обраним | Освіта         | Партійна приналежність | Відомості про обраного депутата                                                                                      |
| --------------------------------- | -------------------------------- | --------------------- | -------------- | ---------------------- | --- |
| Єдиний Центр                      |                                  |                       |                |                        | |
| б/м                               | Євсеєнко Олександр Олександрович | 05.11.2010            | Освіта вища    | член Єдиного Центру    | Міжнародний комітет захисту прав людини, заступник уповноваженого представника в Донецькій обл.                      |
| Комуністична партія України       |                                  |                       |                |                        | |
| 6                                 | Ларін Геннадій Олександрович     | 03.11.2010            | Освіта вища    | позапартійний          | Національний природний парк «Святі Гори», провідний інженер з охорони праці                                          |
| Партія регіонів                   |                                  |                       |                |                        | |
| б/м                               | Божко Тетяна Василівна           | 05.11.2010            | Освіта вища    | член Партії регіонів   | Святогірська міська рада, секретар ради                                                                              |
| б/м                               | Присяжний Микола Олександрович   | 05.11.2010            | Освіта вища    | член Партії регіонів   | Комунальна лікувально-профілактична установа "Обласний госпіталь для ветеранів війни м. Святогірська, головний лікар |
| б/м                               | Чупак Леонід Якович              | 05.11.2010            | Освіта вища    | позапартійний          | Святогірська міська рада, заступник міського голови                                                                  |
| б/м                               | Жденовський Анатолій Юрійович    | 05.11.2010            | Освіта вища    | член Партії регіонів   | тимчасово не працює                                                                                                  |
| б/м                               | Дзюба Денис Олександрович        | 05.11.2010            | Освіта вища    | член Партії регіонів   | тимчасово не працює                                                                                                  |
| б/м                               | Сідоров Артем Олександрович      | 05.11.2010            | Освіта вища    | позапартійний          | приватний підприємець                                                                                                |
| б/м                               | Мельник Ілля Миколайович         | 05.11.2010            | Освіта вища    | член Партії регіонів   | приватний підприємець                                                                                                |
| б/м                               | Климович Дмитро Юрійович         | 05.11.2010            | Освіта вища    | член Партії регіонів   | тимчасово не працює                                                                                                  |
| б/м                               | Ігнатов Володимир Миколайович    | 05.11.2010            | Освіта вища    | член Партії регіонів   | пенсіонер |
| б/м                               | Чечетов Віктор Іванович          | 05.11.2010            | Освіта вища    | член Партії регіонів   | пенсіонер |
| б/м                               | Дацюк Павло Іларіонович          | 05.11.2010            | Освіта вища    | член Партії регіонів   | пенсіонер |
| б/м                               | Цепелєв Андрій Валерійович       | 05.11.2010            | Освіта вища    | член Партії регіонів   | приватний підприємець                                                                                                |
| 1                                 | Омельченко Сергій Миколайович    | 03.11.2010            | Освіта вища    | член Партії регіонів   | Обласне комунальне підприємство «Донецьктеплокомуненерго», заступник голови профспілки                               |
| 2                                 | Кушнарьова Олена Іванівна        | 03.11.2010            | Освіта вища    | позапартійна           | Комунальне підприємство «Стерх», заступник директора                                                                 |
| 3                                 | Падалка Роман Анатолійович       | 03.11.2010            | Освіта вища    | член Партії регіонів   | Приватне підприємство «Пасажир», директор                                                                            |
| 4                                 | Падалка Микола Петрович          | 03.11.2010            | Освіта вища    | член Партії регіонів   | Святогірська загальноосвітня школа I-III ст., директор                                                               |
| 5                                 | Гочар Людмила Миколаївна         | 03.11.2010            | Освіта середня | член Партії регіонів   | Санаторій «Святі Гори», завідувач господарства                                                                       |
| 7                                 | Мартиненко Борис Григорович      | 03.11.2010            | Освіта середня | член Партії регіонів   | Свято гірська міська рада, військово-облікове бюро, завідувач                                                        |
| 8                                 | Дубограй Ігор Валерійович        | 03.11.2010            | Освіта вища    | член Партії регіонів   | Приватне підприємство «ДІАМІКС», директор                                                                            |
| 9                                 | Поух Григорій Володимирович      | 03.11.2010            | Освіта вища    | позапартійний          | санаторна школа-інтернат м. Святогірськ, директор                                                                    |
| 11                                | Овчаренко Вадим Віталійович      | 03.11.2010            | Освіта середня | член Партії регіонів   | Приватне підприємство «Мірошниченко», заступник директора                                                            |
| 12                                | Фісун Віктор Петрович            | 03.11.2010            | Освіта середня | член Партії регіонів   | Рятувальна станція № 8 м. Святогірськ, матрос-рятівник                                                               |
| 13                                | Челахов Олег Станіславович       | 03.11.2010            | Освіта вища    | член Партії регіонів   | Пансіонат «Сосновий бір», директор                                                                                   |
| Політична партія «Сильна Україна» |                                  |                       |                |                        | |
| 10                                | Мірошниченко Вадим Олександрович | 03.11.2010            | Освіта вища    | позапартійний          | Приватне підприємство Мірошніченко, керівник                                                                         |